# Olaf Ludwig
Olaf Ludwig (Gera, 13 de abril de 1960) es un deportista alemán que compitió para la RDA en ciclismo en las modalidades de ruta y pista. En carretera fue profesional entre los años 1990 y 1997, perteneciendo al equipo Telekom de 1993 a 1997.
Participó en tres Juegos Olímpicos de Verano, entre los años 1980 y 1996, obteniendo en total dos medallas, oro en Moscú 1980, en la prueba de contrarreloj por equipos, y plata en Seúl 1988, en la carrera de ruta.
Ganó dos medallas en el Campeonato Mundial de Ciclismo en Ruta, oro en 1981 y bronce en 1993.
Tras retirarse en 1997, se mantuvo ligado al equipo Telekom, y en 2005 se convirtió en director deportivo del equipo, puesto que dejó el año siguiente.

## Medallero internacional

### Ciclismo en ruta
| Representando a la RDA   |                        |                   |                          |
| Juegos Olímpicos         |                        |                   |                          |
| Año                      | Lugar                  | Medalla           | Competición              |
| 1980                     | Moscú (URSS)           | Medalla de plata  | Contrarreloj por equipos |
| 1988                     | Seúl (Corea del Sur)   | Medalla de oro    | Ruta                     |
| Campeonato Mundial       |                        |                   |                          |
| Año                      | Lugar                  | Medalla           | Competición              |
| 1981                     | Praga (Checoslovaquia) | Medalla de oro    | Contrarreloj por equipos |
| Representando a Alemania |                        |                   |                          |
| Campeonato Mundial       |                        |                   |                          |
| Año                      | Lugar                  | Medalla           | Competición              |
| 1993                     | Oslo (Noruega)         | Medalla de bronce | Ruta                     |

### Ciclismo en pista
| Campeonato Mundial | Campeonato Mundial                | Campeonato Mundial | Campeonato Mundial |
| Año                | Lugar                             | Medalla            | Competición        |
| ------------------ | --------------------------------- | ------------------ | ------------------ |
| 1986               | Colorado Springs (Estados Unidos) | Medalla de plata   | Puntuación (A)     |

## Palmarés
| 1980 - 4 etapas de la Carrera de la Paz - 1 etapa del Circuito de la Sarthe 1981 - 5 etapas de la Carrera de la Paz - Vuelta a la Baja Sajonia, más 3 etapas - Campeón del mundo en contrarreloj por equipos 1982 - Carrera de la Paz, más 5 etapas - 1 etapa del Tour del Porvenir 1983 - Tour del Porvenir, más 4 etapas - 5 etapas de la Carrera de la Paz - 2 etapas de la Vuelta a la Baja Sajonia - Tour de RDA 1984 - 3 etapas de la Vuelta a Lieja - 4 etapas de la Carrera de la Paz 1985 - Tour de Rhénanie-Palatinat - Tour de RDA 1986 - Carrera de la Paz, más 7 etapas - 2 etapas del Tour de Vaucluse 1987 - 2 etapas de la Carrera de la Paz 1988 - 2 etapas del Tour de Vaucluse - 4 etapas de la Carrera de la Paz 1989 - 2 etapas de la Carrera de la Paz - 1 etapa del Circuito de la Sarthe | 1990 - Campeonato de Alemania del Este - 2.º en el Campeonato de Alemania en Ruta - 1 etapa del Tour de Francia, más clasificación por puntos - 1 etapa de la Vuelta a Suiza - 1 etapa de la Tour de Irlanda - 3 etapas de la Vuelta a Andalucía 1991 - 2 etapas de la Tour de Irlanda - 1 etapa de la Vuelta a Murcia - 1 etapa de la Vuelta a Suiza - 1 etapa de la Vuelta a los Países Bajos - Memorial Rik Van Steenbergen - E3-Prijs Harelbeke 1992 - Amstel Gold Race - Cuatro Días de Dunkerque, más 1 etapa - A través de Flandes - 3 etapas de la Vuelta a Aragón - 2 etapas de la Vuelta a Suiza - 1 etapa del Tour de Francia - 1 etapa del Tour del Mediterráneo - Kuurne-Bruselas-Kuurne - G. P. de Fourmies - Copa del Mundo 1993 - 1 etapa del Tour de Francia - 1 etapa de la Vuelta a Aragón - 1 etapa de los Cuatro Días de Dunkerque - 1 etapa del Tour del Mediterráneo - 3.º en el Campeonato Mundial en Ruta 1994 - 1 etapa de la Vuelta a Aragón - 1 etapa de los Cuatro Días de Dunkerque - Gran Premio de Fráncfort 1995 - Veenendaal-Veenendaal 1996 - 1 etapa de los Cuatro Días de Dunkerque - 1 etapa de la Vuelta a los Países Bajos - 1 etapa de la Vuelta a Andalucía - Vuelta a Renania-Palatinado |

## Resultados
Durante su carrera deportiva consiguió los siguientes puestos en Grandes Vueltas y carreras de un día.

### Grandes Vueltas
| Carrera | Carrera         | 1988 | 1989 | 1990  | 1991  | 1992 | 1993 | 1994  | 1995 | 1996 |
| ------- | --------------- | ---- | ---- | ----- | ----- | ---- | ---- | ----- | ---- | ---- |
|         | Giro de Italia  | —    | —    | —     | —     | —    | —    | —     | —    | —    |
|         | Tour de Francia | —    | —    | 141.º | 114.º | 96.º | Ab.  | 105.º | Ab.  | —    |
|         | Vuelta a España | —    | —    | —     | —     | —    | —    | —     | —    | —    |

### Clásicas, Campeonatos y JJ. OO.
Nota: Fue profesional desde 1990.
| Carrera                | Carrera                | 1988 | 1989          | 1990          | 1991          | 1992 | 1993          | 1994          | 1995          | 1996  |
| ---------------------- | ---------------------- | ---- | ------------- | ------------- | ------------- | ---- | ------------- | ------------- | ------------- | ----- |
| Omloop Het Nieuwsblad  | Omloop Het Nieuwsblad  | —    | —             | —             | —             | 4.º  | 2.º           | 58.º          | 40.º          | 3.º   |
| Kuurne-Bruselas-Kuurne | Kuurne-Bruselas-Kuurne | —    | —             | —             | —             | 1.º  | —             | 3.º           | —             | —     |
|                        | Milan San Remo         | —    | —             | —             | —             | 6.º  | 98.º          | 125.º         | —             | 116.º |
| A Través de Flandes    | A Través de Flandes    | —    | —             | —             | 12.º          | 1.º  | 7.º           | 5.º           | —             | 18.º  |
| E3 Harelbeke           | E3 Harelbeke           | —    | —             | —             | 1.º           | —    | 2.º           | 10.º          | —             | 5.º   |
| Gante-Wevelgem         | Gante-Wevelgem         | —    | —             | 7.º           | 3.º           | 8.º  | 5.º           | 13.º          | 53.º          | 76.º  |
|                        | Tour de Flandes        | —    | —             | —             | 32.º          | —    | 9.º           | —             | 89.º          | 32.º  |
| Scheldeprijs           | Scheldeprijs           | —    | —             | 23.º          | 11.º          | —    | 33.º          | —             | 83.º          | —     |
|                        | París-Roubaix          | —    | —             | 16.º          | 9.º           | 2.º  | 3.º           | 4.º           | 24.º          | —     |
| Flecha Brabanzona      | Flecha Brabanzona      | —    | —             | —             | —             | —    | —             | —             | —             | —     |
| Amstel Gold Race       | Amstel Gold Race       | —    | —             | 12.º          | 6.º           | 1.º  | 19.º          | 17.º          | 4.º           | —     |
| París-Tours            | París-Tours            | —    | —             | 11.º          | 2.º           | 3.º  | 22.º          | 80.º          | —             | 16.º  |
| JJ. OO. (Ruta)         | JJ. OO. (Ruta)         | 1.º  | No se disputó | No se disputó | No se disputó | —    | No se disputó | No se disputó | No se disputó | —     |
| Mundial en Ruta        | Mundial en Ruta        | —    | —             | —             | Ab.           | Ab.  | 3.º           | —             | —             | —     |

—: No participa

Ab.: Abandono

X: Ediciones no celebradas